# مخطوطات درسدن

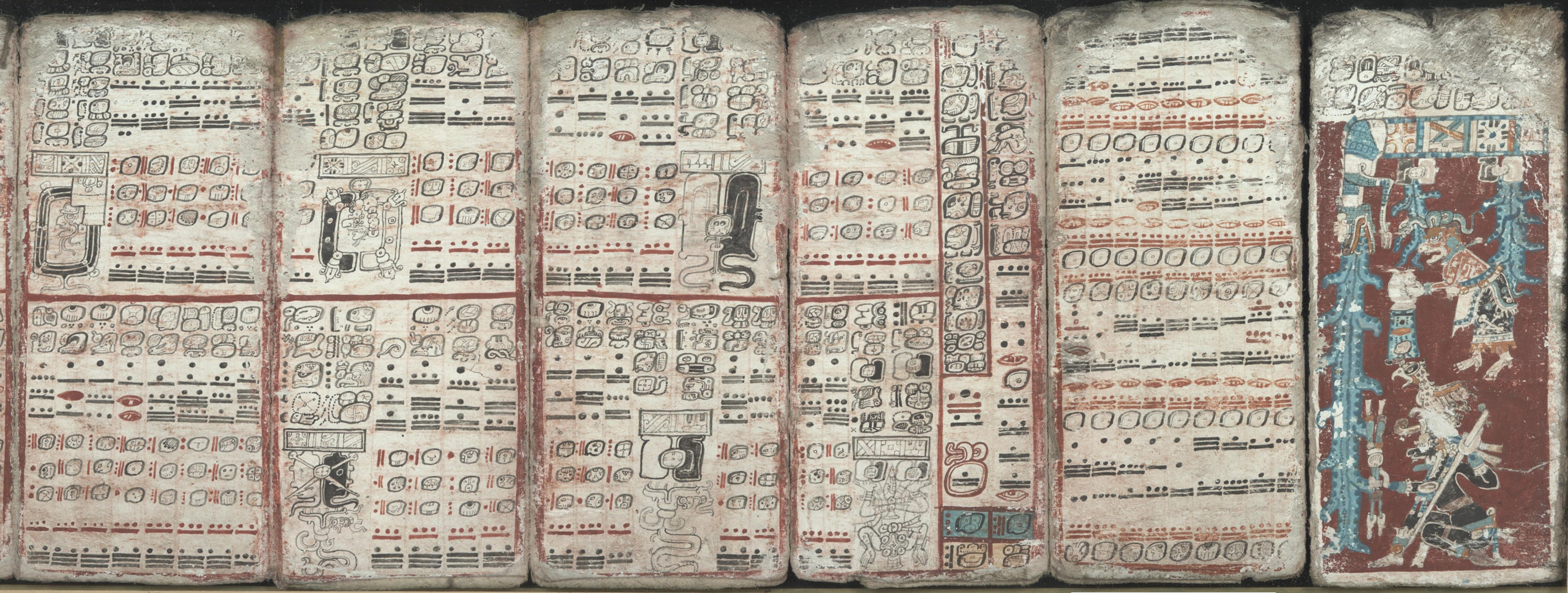
المخطوطة

مخطوطات درسدن (بالإنجليزية: The Dresden Codex)‏ تشكل، المخطوطات، كتاب خاص بحضارة المايا. لم تتبق سوى أربع مخطوطات ماياوية على مستوى العالم، وتُعدّ مخطوطة دريسدن الأقدم والأفضل حالاَ من بينها، وهي موجودة ضمن مجموعات مكتبة ولاية وجامعة سكسونيا.

## التفاصيل

### التاريخ
اشترت مكتبة البلاط الدريسدني المخطوطة في عام 1739 بفيينا على أنها «كتاب مكسيكي». وفي عام 1853، تم التعرّف عليها على أنها مخطوطة ماياوية.

### الوصف
طويت المخطوطة، المُؤلفة من 39 ورقة، والتي تحمل نقوشاً على كلا الجانبين ويبلغ طولها 358 سنتيمتراً، في الأصل على طريقة تشبه الأكورديون. تُسمَّى مادة الكتابة المكسوة بالطباشير أماتْلْ، وهي مادة تشبه الورق، مصنوعة من ألياف شجرة التين بعد أن يُنقع ويُضرب. 
في المخطوطة تصاوير وأرقام وشخوص، وهي كذلك تضم تقاويم شعائر وكِهانة وحساباتٍ لأطوار كوكب الزهرة، وكسوف الشمس والقمر، وتعليماتٍ متعلقة باحتفالات عيد رأس السنة، ووصفاً لأماكن إله المطر ينتهي بمنمنمة بحجم صفحة كاملة لطوفان عظيم.
كان الباحث المشهور إرنست فورسترمان (1822–1906) أبرز من عمل في مجال المخطوطات الماياوية في القرن التاسع عشر، وقد شغل منصب أمين المكتبة الملكية بمقاطعة سكسونيا، ومدير المكتبة الجامعية بولاية سكسونيا. شرح فورسترمان الأنظمة الرقمية والتقويمية والفلكية الموجودة في المخطوطة، وقرر أن الآلهة والأرقام وأسماء الأيام التي بها ترتبط بتقويم المايا ذي الـ260 يوماً. استخدم فورسترمان أيضاً المخطوطة لتقديم إسهامات أكاديمية مهمة بخصوص تقويم الحساب الطويل للمايا، الذي يقوم بحساب الأيام منذ بداية تاريخ نشْأة حضارة المايا.